# 舊制第一高等學校

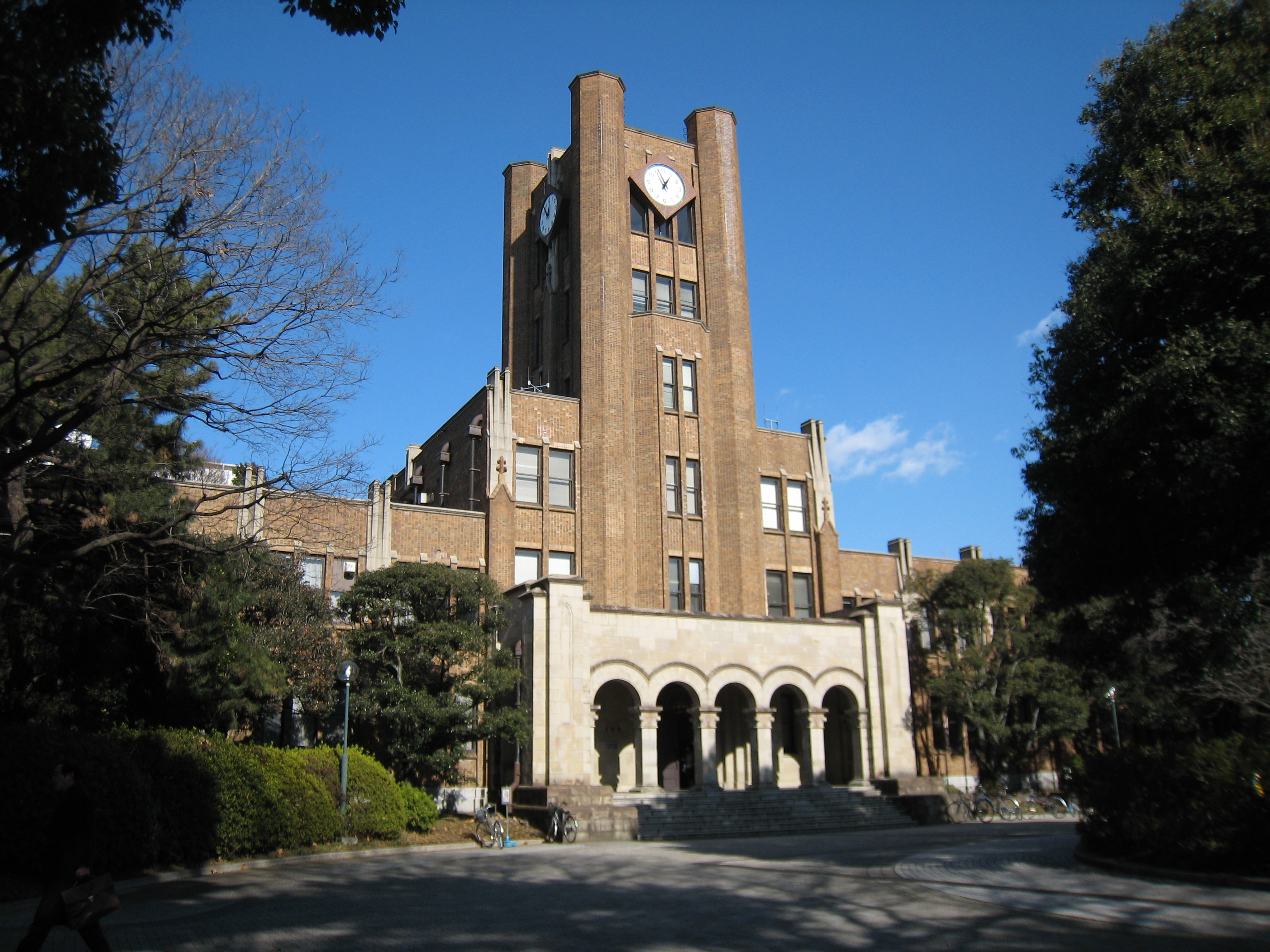
旧一高本館（1935年建）。現東京大學駒場地區校園1号館

舊制第一高等學校，略稱「一高」，為日本一所曾經存在的高等學校，為日本最早設立的公立舊制高等學校。在當時的東京大學升學率為全國第一，設有東大預科兩年。1950年停招，現為東京大學教養學部的一部份。

## 沿革
- 明治七年（1874年），官立東京外國語學校英語科改名為官立東京英語學校，為第一高等學校的前身
- 明治十年（1877年），東京英語學校和官立東京開成學校普通科（預科）合併，成為日本史上第一個大學預備門檻設立的學校，此後，東京大學醫學部預科、東京大學法學院預科、東京外國語學校廣學科、獨學科合併，此種情形一直到1886年舊制第一高等中學校成形後，才趨緩此情勢
- 明治十九年（1886年），伴隨文部省改正帝國大學令、中學校令，工科大學預科的合倂，第一高等中學校終於誕生。
- 明治二十年（1887年），第一高校醫學部在今天的千葉縣創立（之後改為縣立千葉醫學校），此後分離，是為後來的千葉醫學專門學校、千葉醫學大學，今為千葉大學醫學部
- 明治二十二年（1889年），一高由原本的一橋校舍遷移至本鄉彌生町（本鄉向岡），現在的東京大學農學部包含區域
- 明治二十三年（1890年），木下廣次校長承認學生自治（自治寮開設）
- 明治二十七年（1894年），高等學校令增設，第一高等中學校改名為第一高等學校
- 昭和十年（1935年），校舍遷移至駒場
- 昭和二十三年 (1948年) ，戰後日本學制改革。
- 昭和二十四年（1949年），東京大學第一高等學校創立。新制東大及教養學部發展完成（1947年，東京帝國大學改名為東京大學）
- 昭和二十四年七月到昭和二十五年（1950年）三月，東京大學教養學部與第一高等學校同校舍（舊制第一高等學校校舍）上課
- 昭和二十五年（1950年），隨著新制高等學校的廣設，舊制第一高等學校奉教育令於三月正式停招，許多校友紛紛回校，此後，第一高等學校的80多年歲月也告落幕，現今是為東京大學教養學部

## 教育內容
明治27年以來，第一高等學校與現在台灣的高級中學的學制都是三年制，而且要衝於帝國大學的預科位置附近。一高分成三個部門（也就是現在的三個類組），第一部門是修關於法學、政治、文學的科目（也就是現在的社會組、第一類組、文組），第二部門是修關於理學、工學、數學的科目（也就是現在的理工組、第二類組、理組），第三類組是修有關於醫學、藥學、農學的科目（也就是現在的理工組醫學組、第三類組、理組），在二年級時會分的很詳細，現今的亞洲教育制度大多採用此制度，當時的舊制中學校則是三年級會開始分組。

## 寮歌
- - 1901年（明治34年），作詞：大島正德（日语：大島正徳），作曲：島崎赤太郎（日语：島崎赤太郎）
- - 1901年（明治34年），第11回紀念祭西寮寮歌。作詞：矢野勘治（日语：矢野勘治），作曲：豐原雄太郎
- （黑龙江的流血） - 1901年（明治34年），第11回紀念祭東寮寮歌。作詞：鹽田環，作曲：栗林宇一或永井建子
- - 1902年（明治35年），第12回紀念祭東寮寮歌。作詞：矢野勘治，作曲：楠正一
- - 1937年（昭和12年），第47回紀念祭寮歌。歌唱了學校從本部向駒場遷移的心境。
- - 原本為兵庫縣篠山民謠。嚴格而言並非寮歌。

## 重要事件
- 1891年1月9日 講師內村鑑三因拒絕向明治天皇像敬禮而被迫辭職，即內村鑑三不敬事件。
- 1903年5月22日一高學生藤村操發表一文後於華嚴瀑布自殺，因哲學煩悶而自殺造成社會相當大的衝擊。
- 1911年2月1日作家德富蘆花在辯論部大會發表《謀反論》的演說，受到學生的熱烈回響。（於文部省内引起相當大的爭議）

## 一高相關人物
- 水島三一郎 - 校友，1962年諾貝爾化學獎候選人

## 一高相關作品
- 尾崎紅葉《金色夜叉》（1897年-1902年）
- 久米正雄《學生時代（日语：学生時代 (小説)）》（1918年）
- 川端康成《伊豆的舞孃》（1926年）
- 谷崎潤一郎《私》（1930年）
- 高木彬光《我在一高时代的犯罪（日语：わが一高時代の犯罪）》（1951年） - 以遷至駒場後的一高為舞台。
- 幹本耶江（日语：幹本ヤエ）《十十虫作夢喫茶店（日语：十十虫は夢を見る）》（2010年-） - 以昭和初期為舞台的漫畫。主角上的學校為「壹高」。

## 外部連結
- 第一高等學校首頁
- 校友會雜誌 （页面存档备份，存于）